# Langschnabelsittich
Der Langschnabelsittich (Enicognathus leptorhynchus) ist eine Vogelart aus der Tribus der Neuweltpapageien. Die Art kommt in Südamerika vor.

## Erscheinungsbild
Der Langschnabelsittich erreicht eine Körperlänge von 40 Zentimetern. Auffällig und namensgebend ist der stark verlängerte Oberschnabel.
Das Gefieder ist überwiegend mattgrün. Jede einzelne Feder ist dunkel graubraun gesäumt. Ähnlich wie beim Smaragdsittich sind Stirn und der Zügel braunrot, beim Langschnabelsittich umschließt dieser Farbstreif jedoch noch das Auge. Bei einigen Individuen findet sich ein braunroter Bauchfleck. Die Handdecken und die Handschwingen sind blaugrün bis blau überhaucht. Die Unterschwanzdecken sind grün. Die Schwanzfedern sind braunrot und gehen am Ende leicht ins Grünliche.

## Verbreitung und Verhalten

Verbreitungsgebiet desLangschnabelsittichs (grün)

Der Langschnabelsittich hat seinen Verbreitungsschwerpunkt in Chile. Die nördliche Verbreitungsgrenze ist Aconcagua und er kommt bis zur Insel Chiloé vor, vereinzelt auch noch im Norden von Aisén. Der Lebensraum des Langschnabelsittichs sind die Kordilleren bis in Höhen von 2.000 Metern. Jahreszeitlich bedingt kommt es zu Höhenwanderungen.
Langschnabelsittiche finden einen großen Teil ihrer Nahrung am Boden. Mit ihren langen Schnäbeln graben sie nach den Wurzeln von Gräsern. Darin erinnern sie an die australischen Nasenkakadus, mit denen sie aber nicht näher verwandt sind. Langschnabelsittiche fressen während des Winterhalbjahres auch auf Getreide- und Maisfeldern, wo sie frisch eingesähte Samen wieder ausgraben. Es sind Höhlenbrüter, die in Baumhöhlen sowie in Felsspalten nisten.

## Belege